# Галерея картин Тараса Шевченка
Галерея картин Тараса Шевченка — виставка робіт Тараса Григоровича Шевченка, що існувала в Харкові з початку 1930-х років до кінця 1940-х.

## Історія
Протягом 1930—1934-х років у Харкові відбувалась остання передвоєнна реформа музейної мережі, внаслідок якої серед інших закладів виникла Галерея малярських творів Тараса Шевченка. Спочатку це була невелика «Шевченківська виставка» (вул. Карла Лібкнехта, 33), яка 1931 року нараховувала близько 60 художніх творів, рукописів тощо.
12 грудня 1932 року при Інституті літературознавства ім. Т. Г. Шевченка урочисто відкрили галерею його картин (вул. Раднаркомівська, 11). Перед входом до неї розмістили кілька портретів різної художньої цінності і між ними два оригінальні: пензля відомого харківського художника І. Шульги та професора Ф. Кричевського, де Шевченка було зображено як борця, людину з незламною волею.

### Довоєнний період
До 1934 року галерея містилася лише у двох залах. У першому виставили експонати, пов'язані із Шевченковим життям і його добою: побутом кріпацтва, панівних класів; Шевченко як революціонер, як засланець, його смерть; увічнення пам'яті поета і художника. Тут же експонували славетний портрет В. Жуковського пензля К. Брюллова, за який викупили Шевченка з неволі. З цього залу починалося знайомство з малярською творчістю Т. Г. Шевченка, де зібрали його найкращі твори академічного напрямку, як, наприклад, «Смерть Лукреції» (помилково експонувалася під назвою «Смерть Віргінії»), «Смерть Сократа», «Із життя феодальної Русі», рисунок «Жіночої голівки», які свідчили не тільки про малярський хист, але й про неабиякі здібності митця. Що ж до портретів-мініатюр, то вони вражали незвичайним для молодого художника смаком та віртуозністю виконання.
У цій же залі було представлено низку рисунків, створених ним в Україні для Археографічної комісії, (наприклад, «Собор Видубецького монастиря»), в яких він тонко зображує природу.

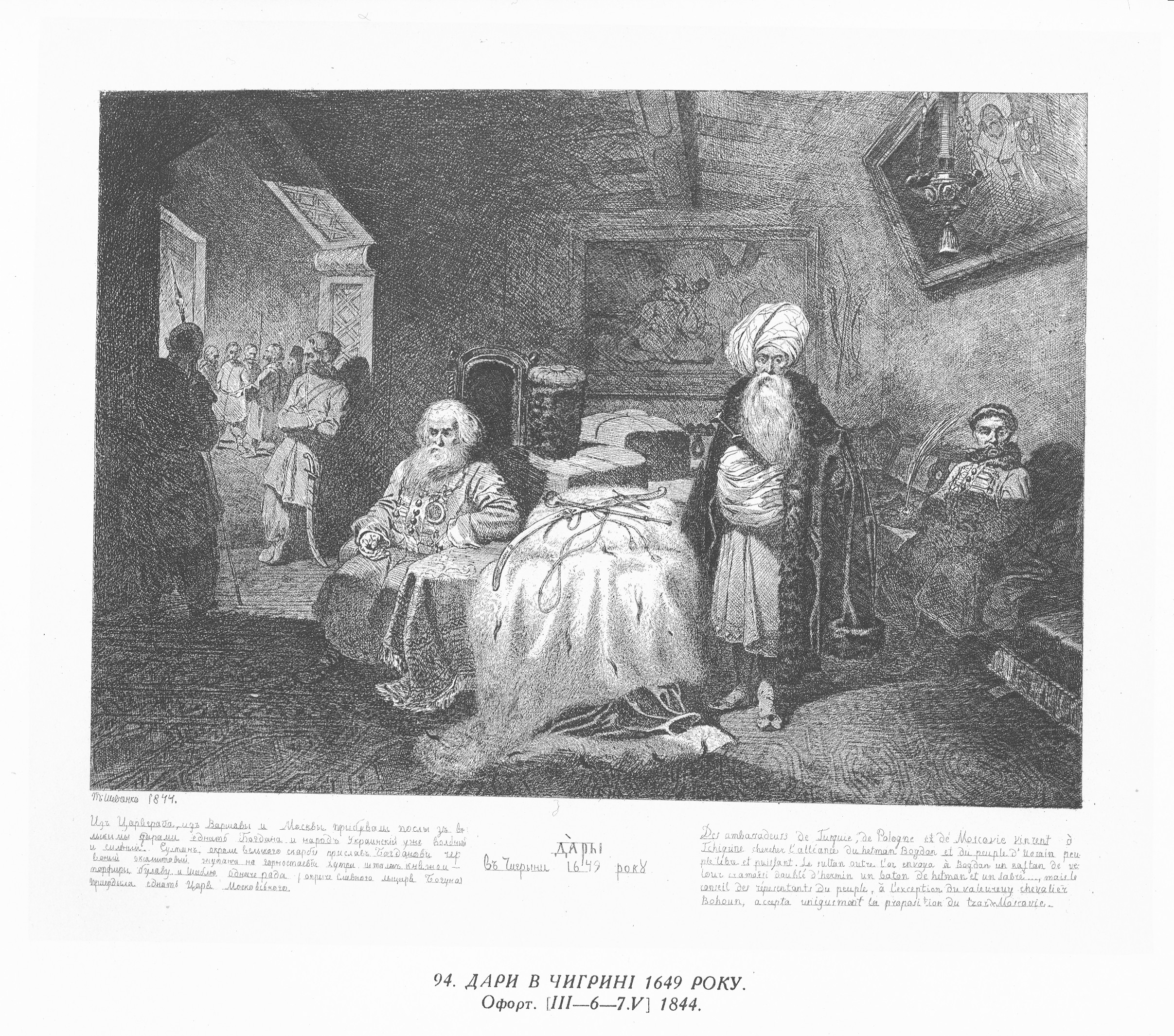
Дари в Чигирині

У другому, «Зеленому» залі було зібрано офорти Тараса Григоровича, тому числі, до «Живописної України», як, наприклад, «Судня Рада», або історична композиція «Дари в Чигирині», а також серія його малюнків, виконаних на засланні: краєвиди пустель Азії («Чекан-Арал»), сцени з побуту киргизів («Казахські діти-байгуші», «Катя»). Тут же містилось кілька портретів пензля Шевченка та його автопортрети: з бородою після заслання та овальний — олією, який він малював за місяць до своєї смерті. Поруч: займала всю стінку «сатира» (так називав її сам Шевченко): «Блудний син», в кількості восьми малюнків, яка зображала трагедію молодої людини-марнотратця.
1934 року галерея мала вже 12 добре обладнаних залів, де було виставлено близько 250 творів Т. Г. Шевченка, а також проекти пам'ятників Шевченкові у Харкові, мармурове погруддя роботи академіка В. Беклемішева, виконаний на замовлення Христини Алчевської. На її думку, це погруддя мало у вигляді пам'ятника прикрашати якийсь майдан Харкова. В галереї функціонував зал-музей, спеціально призначений вшануванню пам'яті Шевченка.
Зусиллями співробітників Галереї картин Шевченка було розгорнуто велику науково-дослідну роботу навколо вивчення Шевченкової спадщини. Було проведено паспортизацію всіх картин, експонованих у галереї, знайдено кілька невідомих малюнків Шевченка, розпочато роботу над копіюванням олійних творів. Поряд з цим провадилося подальше збирання його малярської творчості.
Музей та Галерея картин Т. Г. Шевченка стала для навчальних закладів своєрідним наочним посібником, що допомагав вивчати історію української літератури та мистецтва.
Протягом 1934—1935 років галерею відвідало близько 40 тисяч чоловік, з них 25 тисяч організованих глядачів. Співробітники Галереї разом з працівниками Інституту літературознавства проводили велику роботу з популяризації Шевченкової спадщини на підприємствах і установах Харкова. Було проведено творчі зустрічі з робітниками ХЕМЗу, «Серпа і молота». За цей рік було організовано 25 пересувних виставок на ХГЗ, ХПЗ, «Серп і молот», ХТГЗ, «Світло шахтаря», заводі ім. Шевченка, фабриці ім. Тінякова та ін. До шевченківських днів 1935 року та відкриття пам'ятника у Харкові було відкрито виставку, присвячену вшануванню пам'яті Т. Г. Шевченка, що доповнила галерею ще двома залами.
Таким чином Картинна галерея ім. Т. Г. Шевченка провадила широку науково-дослідну роботу, що була спрямована на вивчення та популяризацію Шевченкової спадщини.

### Роки війни
15 жовтня 1941 року Галерея картин Т. Г. Шевченка майже повністю була евакуйована разом з експонатами Державної картинної галереї та Київського музею Т. Г. Шевченка до Новосибірська. 24 жовтня місто вже було захоплено ворогом.
12 листопада 1942 року відбулося засідання Комісії з охорони пам'яток культури при відділі освіти Харківської міської управи, на якому було обговорено перспективи існування культурно-освітніх установ міста, зокрема музеїв. Вихід вбачався в об'єднанні музейних закладів загальних проблем. Заслухавши доповіді керівників Художнього музею (колишньої Української державної картинної галереї) професора Р. Кутепова і Картинної галереї ім. Т. Г. Шевченка І. Данильченка, за свідченням якого в галереї залишились портрети Шевченка, меблі, репродукції та негативи з його творів, було вирішено об'єднати обидві галереї і дати їм назву — Харківський національний художній музей. Але це рішення так і залишилось на папері. В січні галерею було реорганізованої вона отримала нову назву — Будинок ім. Т. Г. Шевченка, а її директором призначили І. Данильченка, на якого покладалась відповідальність за збереження художніх речей і всього майна музею.
Отже, незважаючи на відсутність оригіналів картин Тараса Григоровича, в новоутвореному Будинку його імені було зібрано все те, що висвітлювало б життя, творчість та громадську діяльність великого Кобзаря. Планувалось навіть, що Будинок буде видавати листівки та репродукції з малярських та поетичних творів Т. Г. Шевченка, пропагувати його творчість лекціями та доповідями.
Однак, 1 вересня 1942 року було відкрито лише один відділ виставки малярських творів Шевченка у репродукціях. У жовтні 1941 року німецьке командування влаштувало тут для своїх вояків тимчасове житло. Крім «обслуговування» німців за період з 6 вересня по 1 грудня 1942 року було 1 752 відвідувань, 76 екскурсій школярів, кількість дітей в яких 1 409.
У лютому 1943 року за письмовим розпорядженням німецької штандарткомендатури м. Харкова з Будинку ім. Т. Г. Шевченка було вилучено цінні меблі першої половини XIX сторіччя. За нею приїздили на вантажних машинах солдати і офіцери, які вивозили меблі для квартир німецьких генералів. Після цього ними ж було забрано і музейні килими.
Взимку 1942 року при Художньому інституті, який також знаходився у приміщенні Будинку ім. Т. Г. Шевченка, відкрився «Художній салон» з метою експонування і можливої реалізації поточної мистецької продукції харківських художників. Однак, в силу того, що діяльність салону під керівництвом його завідувача К. Бульдіна, всупереч неодноразовим запереченням директора Художнього інституту професора М. Козика, набула суто комерційного ухилу і звелася до торгівлі коштовностями й антикваріатом[джерело?], Художній інститут відмовився мати будь-що спільне з такого роду підприємством. Тим більше, що К. Бульдін передав салон з його ж майном приватному товариству «Культура», метою якого було грабіжницьке викачування з голодуючого населення Харкова різних коштовностей для продажу їх німецьким воякам. За час їх господарювання в горішньому поверсі Будинку ім. Т. Г. Шевченка, в якому вони захопили всі експозиційні зали, з бібліотеки було викрадено велику кількість книг. Виходячи з цього, «Художньому салону» було запропоновано переїхати у приміщення готелю «Інтернаціонал», куди ними було вивезено й частину меблів, що належала Будинку ім. Т. Г. Шевченка, які згоріли разом з готелем 1943 року.
Частину експонатів музею Шевченка за розпорядженням керівника Харківського айнзацштабу Р. Гауптая було перевезено до Українського художнього музею по вул. Басейній, 18 (нині вул. Петровського) для організації виставки «Історія культури Української області», які також згоріли там разом з експонатами колишньої Української картинної галереї, підпаленої у серпні 1943 року.
Решта майна Будинку ім Т. Г. Шевченка була пограбована солдатами ОС, що увірвалися у приміщення музею під час другої окупації Харкова в березні 1943 року. Вони виламали двері, знівечили мармуровий бюст Т. Г. Шевченка роботи академіка В. Беклемішева. У травні 1943 року гестапо двічі проводило обшук у приміщенні Будинку ім. Т. Г. Шевченка.
При остаточній втечі нацистів з Харкова у серпні 1943 року співробітниками штафель-пропаганди, керівником якої був зондерфюрер Бек, було забрано портрети Т. Г. Шевченка. 23 серпня 1943 року місто було піддано артилерійському обстрілу, і один з снарядів влучив у головний фасад будинку.
13 грудня 1944 року евакуйовані експонати галереї повернулись із Новосибірська до Харкова, а згодом їх було передано до Центрального музею Т. Г. Шевченка у Києві.